# Santa Rita do Tocantins
Santa Rita do Tocantins es un municipio brasileño del estado del Tocantins. Se localiza a una latitud 10°51′39″ S y a una longitud 48°54′49″ O, estando a una altitud de 280 metros. Posee un área de 3287,91 km².